# Elogio de la ociosidad y otros ensayos
Elogio de la ociosidad y otros ensayos   (en inglés: In Praise of Idleness and Other Essays) es una recopilación de ensayos de Bertrand Russell publicados por la editorial Routledge en 1935. La colección incluye ensayos sobre sociología, filosofía y economía. En el ensayo del mismo nombre, Russell sostiene que si todo el mundo trabajara sólo cuatro horas al día, el desempleo disminuiría y la felicidad humana aumentaría debido al mayor tiempo libre.

## Resumen
El siguiente es el resumen proporcionado por Bertrand Russell en el prefacio del libro:
"Este libro contiene ensayos sobre aspectos sociales, que tienden a ser ignorados en el enfrentamiento político. Se hace hincapié en los peligros del exceso de organización en el ámbito del pensamiento y el exceso de vigorosidad en acción. Esto explica por qué yo no puedo estar de acuerdo ni con el comunismo ni con el fascismo, y en lo que disiento que ambos tienen en común. Se sostiene que la importancia del conocimiento no consiste solo en su utilidad práctica directa, sino también en el hecho de que promueve un hábito ampliamente contemplativo de la mente; por este motivo, lo útil se encuentra en gran parte en el conocimiento que actualmente es marcado como «inútil». 'Hay una discusión sobre la relación de la arquitectura con diversas cuestiones sociales, más particularmente el bienestar de los niños pequeños y la posición de las mujeres.
"Yendo más allá de la política, el volumen, después de discutir las características de la civilización occidental y las posibilidades de que la raza humana sea vencida por insectos, concluye con una discusión sobre la naturaleza del alma. La tesis general que une los ensayos juntos es que el mundo está sufriendo de intolerancia y fanatismo, y desde la creencia de que una acción enérgica es admirable, incluso cuando equivocada; mientras que lo que se necesita en nuestra compleja sociedad moderna es tranquila consideración, con buena disposición para llamar a los dogmas en cuestión y la libertad de mente para hacer justicia a los más diversos puntos de vista."

## Contenido
Casi la mitad de los ensayos ya se habían publicado con anterioridad en revistas.
- Elogio de la ociosidad (publicado por primera vez en 1932 en Harper's Magazine)
- "Useless" Knowledge
- Architecture and social questions
- The Modern Midas (publicado por primera vez en 1932 en Harper's Magazine)
- The Ancestry of Fascism (publicado por primera vez bajo otro título en The Political Quarterly)
- Scylla and Charibdis, or Comunism and Fascism (publicado por primera vez en The Modern Monthly)
- The Case for Socialism
- Western Civilization
- On Youthfull Cynism
- Modern Homogeneity (publicado por primera vez en The Outlook, Nueva York)
- Men versus Insects
- Education and Discipline (publicado por primera vez en The New Stateman and Nation)
- Stoicism and Mental Health
- On Comets
- What is the Soul?